# 라이모 헬미넨
라이모 일마리 헬미넨(핀란드어: Raimo Ilmari Helminen, 1964년 3월 11일~)은 핀란드의 아이스하키 선수, 지도자로 현역 시절 포지션은 센터이다. 1982년 핀란드 SM-리가의 일베스 소속으로 선수 경력을 시작하여 2008년까지 프로 선수로 26년 동안 활동했다. 그는 내셔널 하키 리그(NHL)의 뉴욕 레인저스, 미네소타 노스 스타스, 뉴욕 아일런더스 소속으로 뛰었으며 NHL 정규 경기 117경기에 출전했다.
현역 시절 핀란드 국가대표팀 소속으로 국제 대회에 참가했으며 1988년 동계 올림픽에서 은메달, 1994년과 1998년 동계 올림픽에서 동메달을 획득했고 세계 아이스하키 선수권 대회에 11회 참가하여 금메달 1개, 은메달 4개, 동메달 1개를 획득했다. 1984년에 국가대표팀의 일원이 된 후 2008년까지 핀란드 국가대표 선수로서 331경기에 출전하여 남자 아이스하키 국가대표 선수 중 가장 많은 국제 경기에 출전하는 기록을 세웠다. 또한 그는 1984년부터 2002년까지 올림픽에 7회 참가했으며 올림픽 아이스하키 최다 참가 선수 중 한 명이다. 현역 은퇴 후인 2010년 그가 국가대표에서 사용한 등번호 14번이 핀란드 대표팀 영구 결번으로 지정되었다.
2009년부터 아이스하키 지도자 경력을 시작했으며 일베스의 코치를 시작으로 핀란드 청소년 대표팀, 바리스 아스타나, 디나모 리가, 요케리트 등의 코치를 맡았다. 2011년에 핀란드 U-20 대표팀 감독이 되면서 감독 경력을 시작했고 2012년 1월에는 일베스의 감독이 되면서 프로 팀 감독 경력을 시작했다. 이후 2020년에는 HC TPS, 2021년에는 푸스터탈 뵐페, 2023년에는 HC 반스카비스트리차의 감독을 맡았고 현재 핀란드의 사이파의 감독을 맡고 있다.

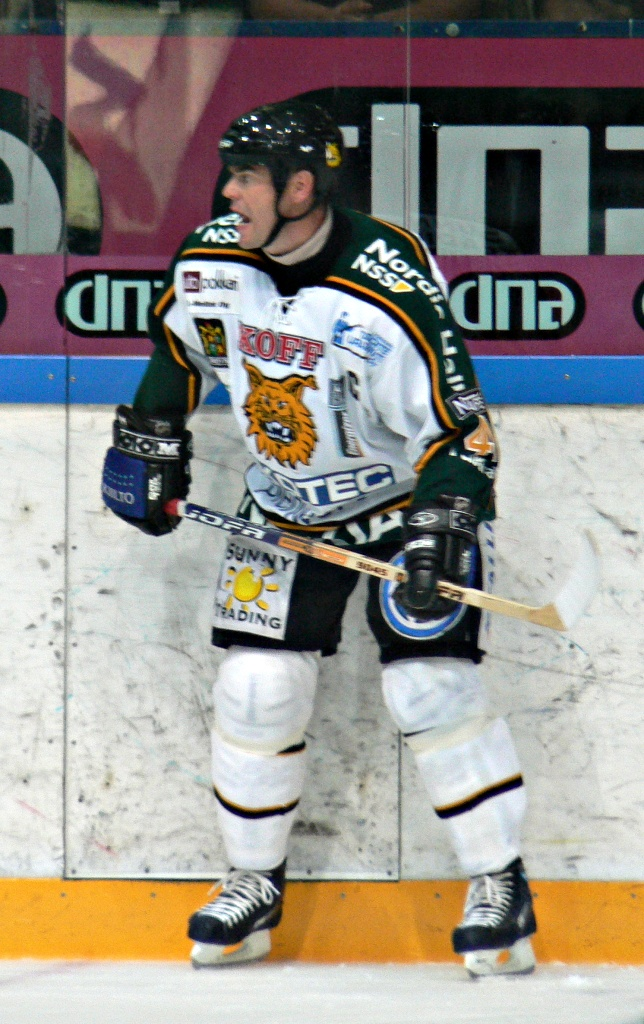
2007년 8월 일베스 소속 당시의 헬미넨

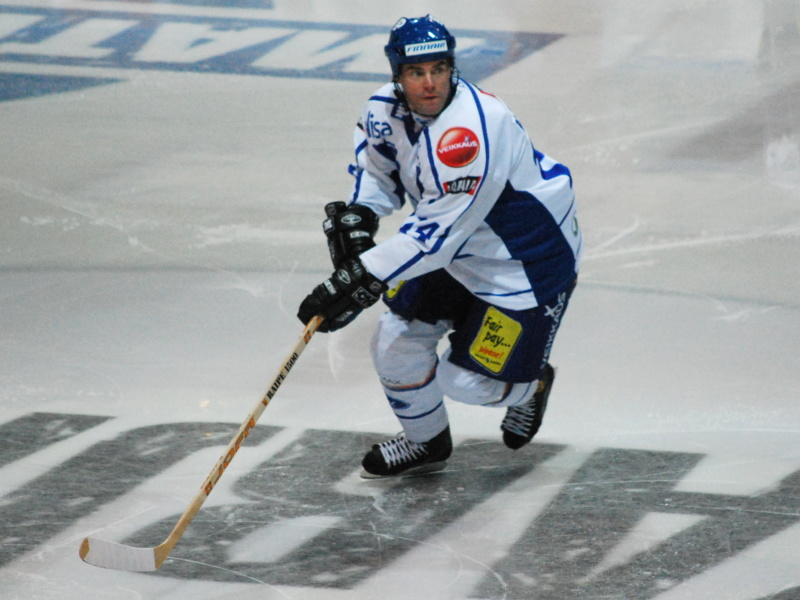
2008년 2월 국가대표팀 마지막 경기인 체코전 당시의 헬미넨